# Alfredo Lemus
Alfredo Lemus (* 1. April 1952) ist ein ehemaliger Boxer aus Venezuela und Olympiateilnehmer der Jahre 1972 und 1976.
Der großgewachsene (1,92 m) Halbmittelgewichtler (bis 71 kg) gewann die Silbermedaille bei den Weltmeisterschaften 1974 in Kuba, sowie eine Bronzemedaille bei den Panamerikanischen Spielen 1975 in Mexiko. Er unterlag dabei in beiden Wettkämpfen im Finale bzw. Halbfinale gegen den Kubaner Rolando Garbey. 
Bei den Olympischen Spielen 1972 in München verlor er in der zweiten Vorrunde gegen den Mexikaner Emeterio Villanueva und bei den Olympischen Spielen 1976 in Montreal im Viertelfinale gegen Wiktor Sawtschenko aus der Sowjetunion.